# Dãy núi Đại Biệt
Dãy núi Đại Biệt (tiếng Trung: 大别山; bính âm: Dàbié Shān) là dãy núi chính nằm ở miền trung Trung Quốc. Chạy theo hướng tây bắc-đông nam, nó là đường chia nước chính giữa sông Hoài và sông Dương Tử. Dãy núi này cũng là ranh giới giữa tỉnh Hồ Bắc và các tỉnh láng giềng là Hà Nam (ở phía bắc) và An Huy (ở phía đông).
Phần phía tây của Đại Biệt  có cao độ thấp, chỉ khoảng 300–400 m (1.000–1.300 ft), mặc dù có một vài đỉnh cao tới 900 m (3.000 ft). Phần phía đông cao hơn, trung bình trên 1.000 m (3.300 ft). Đỉnh cao nhất là Bạch Mã Tiêm (白马尖) cao 1.774 m (5.820 ft), với một vài đỉnh khác cao khoảng 1.500 m (5.000 ft) với đỉnh cao thứ nhì là Thiên Đường Trại (天堂寨) cao 1.729,13 m (5.673 ft).

## Cảnh quan
Dãy núi này có độ che phủ rừng cao (khoảng 85%) và có nhiều loài tre có giá trị cũng như sồi, cụ thể là sồi bần, làm cho Trung Quốc trở thành khu vực sản xuất bần chính. Khu vực này khá nghèo, và nông nghiệp là ngành kinh tế chủ đạo với lúa gạo và chè là các cây trồng chính.
Tuyến vận tải chính vượt qua phần cao của dãy núi, từ Ma Thành (麻城) (Hoàng Cương, Hồ Bắc) tới Hoàng Xuyên (潢川) (Tín Dương, Hà Nam), xuyên qua thung lũng sông Hoài. Các đường sắt và đường bộ chính vượt qua dãy núi này để đi về phía bắc từ Vũ Hán thì xuyên qua các cao độ thấp.

## Địa chất
Về mặt địa chất, dãy núi này có cấu trúc phức tạp và chịu ứng suất, làm cho nó và khu vực xung quanh dễ bị động đất. Vào cuối năm 2005, một trận động đất (cường độ 5,7) — có tâm chấn ở phía tây bắc tỉnh Giang Tây, ngay phía nam Cửu Giang (九江) trên sông Dương Tử — đã giết chết ít nhất 15 người và làm bị thương hàng trăm người cũng như làm cho vài nghìn người rơi vào cảnh không nhà. Nó gây ra các dư chấn tới huyện Kỳ Xuân (蕲春) trong tỉnh Hồ Bắc và xa hơn thế tới tận thủ phủ tỉnh này là thành phố Vũ Hán.

## Công viên rừng rậm quốc gia Đại Biệt
Công viên rừng rậm quốc gia Đại Biệt  có phong cảnh đẹp và là một điểm thu hút du khách, nằm ở phần cao hơn của dãy Đại Biệt. Tổng diện tích của công viên rừng rậm này là 300 km2. Tên gọi trong tiếng Trung của công viên là 大别山国家森林公园 (Đại Biệt  quốc gia sâm lâm công viên). Nằm tại huyện La Điền (罗田) tỉnh Hồ Bắc và giáp ranh giới với tỉnh An Huy, khu công viên lớn này cách thị trấn La Điền khoảng 68 km, cách Ma Thành 140 km, cách Hoàng Thạch (黄石) 150 km và cách Vũ Hán 210 km.